# Fanyang (köpinghuvudort i Kina, Hainan Sheng, lat 18,88, long 109,39)
Fanyang är en köpinghuvudort i Kina. Den ligger i provinsen Hainan, i den södra delen av landet, omkring 160 kilometer sydväst om provinshuvudstaden Haikou. Antalet invånare är 8 228. Befolkningen består av 3 731 kvinnor och 4 497 män. Barn under 15 år utgör 23,0 %, vuxna 15-64 år 68 %, och äldre över 65 år 8,0 %.
Runt Fanyang är det ganska tätbefolkat, med 56 invånare per kvadratkilometer. Närmaste större samhälle är Wanchong, 8,6 km väster om Fanyang. I omgivningarna runt Fanyang växer i huvudsak städsegrön lövskog.
Genomsnittlig årsnederbörd är 2 114 millimeter. Den regnigaste månaden är juli, med i genomsnitt 364 mm nederbörd, och den torraste är januari, med 14 mm nederbörd.